# Baseggio
I Baseggio (talvolta anche Basegio) sono una famiglia patrizia veneziana, annoverata fra le cosiddette Case Vecchie.

## Storia
I Baseggio (veneziano per Basilio) sono una delle più antiche famiglie di Venezia e, secondo la leggenda, sarebbero discesi dai Mastalizi.
Presente in laguna sin dalla fondazione della città, questo casato diede i natali a numerosi tribuni che amministrarono Malamocco, Torcello e altre isole, e, secondo alcune fonti, concorse all'elezione del primo doge.
Cronache moderne, principalmente basate sugli scritti di Marin Sanudo, pongono all'anno 870 la fondazione della chiesa di San Basilio, affacciantesi sull'omonimo campo, che la tradizione vorrebbe costruita per volontà di questa famiglia. I membri di questo casato sedevano in Maggior Consiglio già prima della serrata, trovandovisi confermati anche dopo il 1297.
Poco prima della caduta della Serenissima, nel 1780, i Baseggio erano ancora presenti a Venezia con almeno due membri del Supremo Tribunale della Quarantia. Ottennero il riconoscimento dell'avita nobiltà dal Governo imperiale austriaco con Sovrana Risoluzione del 16 dicembre 1817. Un ramo collaterale residente a Bassano, invece, discendente da Basilio Baseggio, che nel 1790 era stato aggregato al Consiglio nobile bassanese, fu riconosciuto con Sovrana Risoluzione del 20 ottobre 1822 nelle persone dei fratelli Giovanni Battista, Gasparo e Nicolò Francesco, figli del detto Basilio.
Gli ultimi discendenti di questa antica famiglia ancora risiedono nella città lagunare.

## Luoghi e architetture
- Palazzo Baseggio, a Capodistria;
- Villa Baseggio, a Barbisano di Pieve di Soligo.